# Cause célèbre

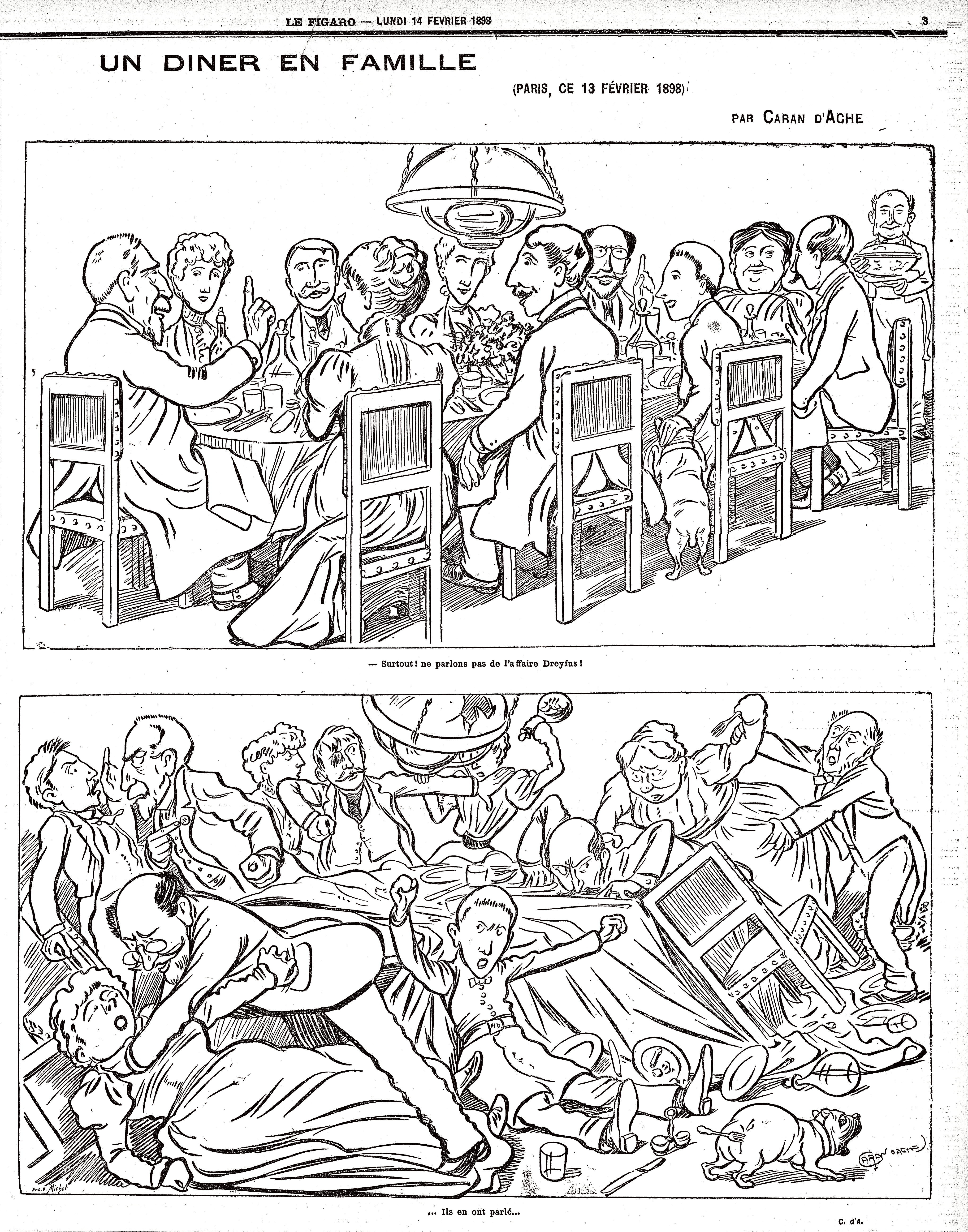
Caricatura de Caran d'Ache sobre una cena familiar ficticia. En la parte superior, alguien comenta «¡Sobre todo, no discutamos sobre el caso Dreyfus!». En la parte inferior, la familia está peleando y el texto dice: «Lo discutieron».

Una cause célèbre (pronunciado /koz selɛbʁ/, plural causes célèbres, voz francesa para 'caso célebre') es un asunto o incidente que suscita gran controversia incluso al margen del propio problema y que alienta el debate público. El término es especialmente utilizado en relación con célebres casos legales. Se trata de una frase francesa de uso común en inglés. La frase se originó en el volumen nº 37 de Nouvelles Causes Célèbres, publicado en 1763.
Debe tenerse en cuenta que el francés antiguo (anglo-normando) era el idioma del Derecho en Inglaterra, a partir de unos doscientos años después de la conquista normanda en 1066 (entre 1275 y 1310 aproximadamente), hasta 1731. Algunos de los términos en francés antiguo utilizados en aquellos momentos (Law French o Francés Legal) siguen estando en uso hoy en día como palabras francesas pronunciadas al estilo inglés: appeal, attorney, bailiff, bar, claim, complaint, counsel, court, defendant, demurrer, evidence, indictment, judge, judgment, jury, justice, party, plaintiff, plea, plead, sentence, sue, suit, summon, verdict, voir dire.... Es cierto que muchas de estas palabras de apariencia francesa pueden no corresponderse con las normas del francés moderno (por ejemplo voir en voir dire posee un significado completamente diferente en francés moderno. En este caso también, el dire se pronuncia en francés moderno "dĭr", con una i corta, mientras que la adaptación fonética al inglés ha provocado que se pronuncie "dīre", con i larga y acentuando la presencia de la e.

## Lista de causas célebres
Ejemplos notables de casos y eventos descritos por este término incluyen:
- Las falsificaciones de Shakespeare por Ireland
- El caso Mortara[4] concerniente a Edgardo Mortara
- El juicio de Vera Zasúlich[5]
- El caso R v Dudley y Stephens (canibalismo en altamar)
- El caso del perro marrón
- El caso Dreyfus[6]
- El caso Menahem Mendel Beilis[7]
- La muerte de Sacco y Vanzetti
- El juicio de Scopes
- El bombardeo de Dresde[8] sobre el final de la Segunda Guerra Mundial
- El asunto Petrov (incidente de espionaje de la Guerra Fría en Australia)
- El asesinato de William Woodward Jr.
- El juicio de la Commonwealth v. Abu-Jamal
- El incidente de Rodney King[9]
- El caso O. J. Simpson[10]
- El secuestro de Ingrid Betancourt[11]
- El juicio de Amanda Knox[12]
- La muerte de Serguéi Magnitski[13]
- El caso Assange v Fiscalía General de Suecia[14] (acusaciones de delitos sexuales en contra de Julian Assange)
- El juicio a Pussy Riot[15]
- El caso de violación en grupo de Delhi en 2012[16][17]
- El escándalo de gastos del Senado de Mike Duffy